# Lubieszów (gmina)
Lubieszów – dawna gmina wiejska istniejąca do 1939 roku w woj. poleskim (obecnie na Ukrainie). Siedzibą gminy był Lubieszów (Любешів).
Na początku okresu międzywojennego gmina Lubieszów należała do powiatu pińskiego w woj. poleskim. 15 grudnia 1926 roku gmina została przyłączona do powiatu koszyrskiego w tymże województwie. Po wojnie obszar gminy Lubieszów wszedł w struktury administracyjne Związku Radzieckiego.